# Расселл (округ, Алабама)
Ра́сселл (англ. Russell County) — округ в США, штате Алабама. Официально образован 18 декабря 1832 года. По состоянию на 2010 год, численность населения составляла 52 947 человек. Получил своё название в честь американского военнослужащего, участника Крикской войны Гильберта С. Рассела.

## География
По данным Бюро переписи США, общая площадь округа равняется 1 676 км², из которых 1 660 км² суша и 16 км² или 0,9 % это водоемы.

### Соседние округа
|         | Мейкон | Ли                       | Маскоги (шт. Джорджия) |  |
|         | север  | Чаттахучи (шт. Джорджия) |                        |  |
| Расселл |        | Чаттахучи (шт. Джорджия) |                        |  |
| юг      |        | Чаттахучи (шт. Джорджия) |                        |  |
| Буллок  | Барбор | Стьюарт (шт. Джорджия)   |                        |  |

## Население
По данным переписи населения 2000 года в округе проживает 49 756 жителей в составе 19 741 домашних хозяйств и 13 423 семей. Плотность населения составляет 30,00 человек на км2. На территории округа насчитывается 22 831 жилых строений, при плотности застройки около 14-ти строений на км2. Расовый состав населения: белые — 56,69 %, афроамериканцы — 40,84 %, коренные американцы (индейцы) — 0,37 %, азиаты — 0,36 %, гавайцы — 0,07 %, представители других рас — 0,59 %, представители двух или более рас — 1,07 %. Испаноязычные составляли 1,50 % населения независимо от расы.
В составе 32,00 % из общего числа домашних хозяйств проживают дети в возрасте до 18 лет, 44,40 % домашних хозяйств представляют собой супружеские пары проживающие вместе, 18,90 % домашних хозяйств представляют собой одиноких женщин без супруга, 32,00 % домашних хозяйств не имеют отношения к семьям, 28,00 % домашних хозяйств состоят из одного человека, 10,60 % домашних хозяйств состоят из престарелых (65 лет и старше), проживающих в одиночестве. Средний размер домашнего хозяйства составляет 2,49 человека, и средний размер семьи 3,05 человека.
Возрастной состав округа: 26,50 % моложе 18 лет, 9,10 % от 18 до 24, 28,80 % от 25 до 44, 22,40 % от 45 до 64 и 22,40 % от 65 и старше. Средний возраст жителя округа 35 лет. На каждые 100 женщин приходится 91,00 мужчин. На каждые 100 женщин старше 18 лет приходится 85,90 мужчин.
Средний доход на домохозяйство в округе составлял 27 492 USD, на семью — 34 004 USD. Среднестатистический заработок мужчины был 28 696 USD против 20 882 USD для женщины. Доход на душу населения составлял 14 015 USD. Около 16,80 % семей и 19,90 % общего населения находились ниже черты бедности, в том числе — 26,50 % молодежи (тех, кому ещё не исполнилось 18 лет) и 19,30 % тех, кому было уже больше 65 лет.